# Мардас Геннадій Олександрович
Геннадій Мардас (біл. Генадзь Мардас, нар. 12 червня 1970, Мінськ, БРСР, — 2 червня 2020) — радянський та білоруський футболіст, захисник, згодом — тренер.

## Життєпис
Вихованець СДЮШОР «Динамо» (Мінськ), за який в 1987 році провів один матч у кубку федерації. Перший тренер - Анатолій Іванович Боговик.
Виступав за команди: «Динамо» (Мінськ), «Зоря» (Луганськ), «Луч» (Мінськ), «Німан» (Гродно).
У 1998 році перейшов у сімферопольську «Таврію». У чемпіонаті України дебютував 7 березня 1999 року в матчі «Таврія» - «Нива» (1:0).
Пізніше виступав у БАТЕ, «Німан» (Гродно). З 2006 року виступав за «Сморгонь», у 2009 році старший (граючий) тренер клубу, 2010-2011 роках - головний тренер.
Провів понад 350 матчів у вищій лізі чемпіонату Білорусі.
Помер Геннадій Мардас 2 червня 2020 року унаслідок раку кишечника, яким хворів кілька останніх років свого життя.

## Досягнення
Німан (Гродно)
- Кубок Білорусі
  -  Володар (1): 1992/93

БАТЕ (Борисов)
- Білоруська футбольна вища ліга
  -  Чемпіон (1): 2002
  -  Срібний призер (3): 2000, 2003, 2004
  -  Бронзовий призер (1): 2001

- Кубок Білорусі
  -  Фіналіст (2): 2001/02, 2004/05